# Artur Hazelius

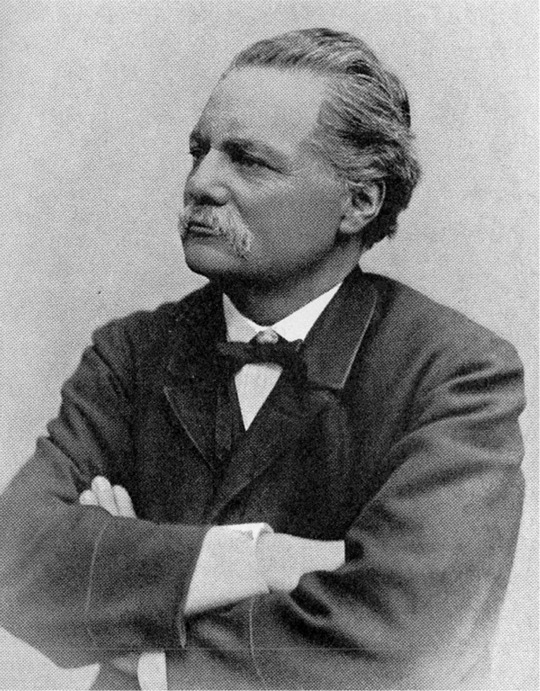
Artur Hazelius. Z Sveriges historia intill tjugonde seklet (1910)

Artur Immanuel Hazelius (ur. 30 listopada 1833 w Sztokholmie, zm. 27 maja 1901) – szwedzki nauczyciel, badacz folkloru, twórca Muzeum Nordyckiego i pierwszego skansenu.

## Życiorys
Syn Johana Augusta Hazeliusa, oficera wojskowego, polityka i publicysty. W 1854 rozpoczął naukę na Uniwersytecie w Uppsali (doktorat 1860). Po studiach podjął pracę jako nauczyciel, jednocześnie biorąc udział w przygotowaniu kilku podręczników szkolnych oraz reformie języka. W 1869 pełnił funkcję sekretarza Szwedzkiej Sekcji Skandynawskiego Kongresu Ortograficznego w Sztokholmie (det nordiska rättstavningsmötet). Wnioski z kongresu opublikował w 1871, proponując radykalne zmiany w zasadach pisowni. Wywołało to sprzeciw Akademii Szwedzkiej, która wsparła oponenta Hazeliusa, Johana Erika Rydqvista (1800–1877) i doprowadziła do opublikowania pod jego redakcją zachowawczego, jednotomowego słownika ortograficznego (1874). Wiele z rozstrzygnięć pokongresowych Hazeliusa zostało jednak włączonych do szóstej edycji tegoż słownika w 1889 (e-ä, qv-kv), a także do reformy pisowni przeprowadzonej w szwedzkich szkołach przez Fridtjuva Berga (1851–1916).
Zanikająca szwedzka kultura ludowa, szczególnie architektura, ale także kultura materialna pod wpływem uprzemysłowienia, migracji i innych procesów modernizacyjnych spowodowała, iż Hazelius zdecydował się w 1872 utworzyć muzeum szwedzkiej etnografii. Muzeum nazwane zostało Skandynawską kolekcją etnograficzną (Skandinavisk-etnografiska samlingen), a od 1880 działa pod nazwą Muzeum Nordyckie (Nordiska Museum). W 1891 Hazelius utworzył Skansen, muzeum w otwartej przestrzeni na wyspie Djurgården w Sztokholmie, które stało się wzorem dla wszystkich późniejszych obiektów tego typu. Jego inspiracją było pierwsze na świecie muzeum open air otwarte w pobliżu Oslo w 1881 przez króla Oskara II.
Meble, stroje ludowe, zabawki i inne obiekty pochodzące ze Szwecji i pozostałych krajów skandynawskich kupował sam lub otrzymywał od darczyńców. Był przede wszystkim zainteresowany kulturą chłopską, ale następcy i kontynuatorzy jego pracy rozszerzyli kolekcje o obiekty związane z kulturą burżuazyjną i miejską. Dla muzeum pozyskiwano całe budynki oraz farmy. Choć jego projekt nie cieszył się początkowo zainteresowaniem władz, Hazelius otrzymał szerokie wsparcie społeczne (w 1898 „Towarzystwo promocji Nordiska Museum” Samfundet för Nordiska Museets främjande liczyło 4525 członków). Szwedzki parlament przeznaczył pierwsze pieniądze dla muzeum w 1891 i sumę tę podwoił w 1900 – na rok przed śmiercią Hazeliusa. Ostatnie lata życia spędził w jednym ze starych budynków skansenu. Tam też pochowano jego ciało, niemal rok po śmierci, 4 lutego 1902.
Hazelius był mężem Sofii Elisabeth Grafström, córki Andersa Abrahama Grafströma, poety i członka Akademii Szwedzkiej. Jego jedyny syn, Gunnar Hazelius (1874–1905) przejął opiekę nad muzeum po śmierci ojca. Córka Gunnara, Gunnel Hazelius-Berg stała się później opiekunką kolekcji strojów, a jej mąż, profesor Gösta Berg, pełnił funkcję dyrektora muzeum.